# Yannick Bolasie
Yannick Bolasie (Lyon, Francia, 24 de mayo de 1989) es un futbolista congoleño que juega como centrocampista en el Cruzeiro E. C. del Campeonato Brasileño de Serie A. Fue internacional con la selección de fútbol de República Democrática del Congo.

## Trayectoria

### Inicios de su carrera
Bolasie comenzó su carrera en el Rushden & Diamonds F. C. a la edad de 16 años. Bolasie se traslada a Argyle. Pasó cuatro meses como miembro de su equipo de la juventud y luego tuvo un hechizo con Hillingdon Borough F. C. antes de pasar a través de Europa para jugar por Floriana en la Premier League de Malta. Volvió a Inglaterra en 2008 después de haber ofrecido un juicio al Plymouth Argyle, y lo suficientemente impresionante como para que le ofrezcan un contrato de dos años. Se unió al Dagenham & Redbridge en el juicio, con miras a una movimiento de préstamo, Bolasie vuelve hacer un juicio a Daggers, antes de regresar a Rushden & Diamonds cedido cerca del final del año. Rushden firma con Plymouth, hizo siete apariciones en el 2008-09 antes de regresar a Argyle en enero de 2009. Bolasie luego se unió al Barnet en calidad de préstamo , Bolasie hace préstamo y hace su debut contra Accrington Stanley el 24 de enero de 2009. Él anotó su primer gol dos semanas después, abriendo el marcador en el empate 3-3 contra el Grimsby Town. 
Regresó a Argyle al final de la temporada 2008-09 luego de haber hecho 20 apariciones en la liga para el Barnet, anotando tres goles. El gerente del club, Ian Hendon, tenía muchas ganas de llevar Bolasie, pero desestimó las posibilidades de la firma de él de forma permanente. "Yannick todavía está bajo contrato en Plymouth, así que es probable que regresará allí al final de la temporada", dijo. Se reincorporó a la escuadra de Barnet en julio de 2009 para la nueva temporada en un préstamo de seis meses y espera que actúe como un trampolín para ganar un lugar en el Argyle. Él anotó contra Grimsby en octubre de 2009, culminando una buena muestra con un potente disparo desde 30 metros. Bolasie anotó su segundo gol de la temporada tres semanas más tarde en contra de Darlington como el lado de Hendon mantiene un lugar en la mitad superior de la temporada 2009-10 de la Football League Two.

### Plymouth Argyle
Bolasie regresó a Plymouth Argyle en enero de 2010 después de haber hecho otras apariciones para Barnet, anotando dos veces se le dio una oportunidad de impresionar a Paul Mariner, que había sucedido a Sturrock un mes antes, y lo había incluido en la convocatoria para enfrentar al Barnsley el 13 de febrero. Él hizo su debut con el club en ese juego, saliendo desde el banquillo para proporcionar el impulso para convertir un déficit de un cero en un 3-1, victoria para los visitantes. Él anotó su primer gol para el club dos semanas más tarde en un partido contra el Sheffield United. A Bolasie se le ofreció un nuevo contrato por el club en abril de 2010 y el lo firmó en julio después de la llegada de Peter Reid como nuevo entrenador del club 

### Bristol City
Bolasie fue trasladado al Bristol City el 6 de junio de 2011 por un monto no revelado y firmó un contrato de dos años. Él anotó su primer gol para el club en la victoria por 3-1 ante el Coventry City en 9 de abril de 2012. Antes del partido contra el Barnsley finales de ese mes , Bolasie fue nombrado Jugador joven del Año por los partidarios del club. A él se le presentó una solicitud de transferencia por escrito en agosto de 2012 porque quería volver a Londres

### Crystal Palace
En agosto de 2012, Bolasie firmó un contrato de tres años con el Crystal Palace por una suma no revelada. Anotó su primer gol con el Crystal Palace en la victoria por 5-0 contra el Ipswich Town.

## Selección nacional
En marzo de 2013, Bolasie fue llamado a la selección de República Democrática del Congo, después de rechazar la oportunidad de representar al país en la Copa Africana de Naciones 2013 hizo su debut internacional en un para la clasificación a la Copa Mundial de la FIFA 2014 en un empate 0-0 con la selección de fútbol de Libia. Actualmente es internacional y una de las estrellas de la selección de fútbol de República Democrática del Congo y su mayor registro con ésta fue la tercera posición en la Copa Africana de Naciones 2015 disputada en Guinea Ecuatorial.

### Clubes
(Actualizada el 8 de diciembre de 2024)
| Club                              | País       | Año       | Partidos | Goles |
| --------------------------------- | ---------- | --------- | -------- | ----- |
| Hillingdon Borough F. C.          | Inglaterra | 2006-2007 | 5        | 0     |
| Floriana F. C.                    | Malta      | 2007-2008 | 24       | 4     |
| Plymouth Argyle F. C.             | Inglaterra | 2008-2011 | 54       | 8     |
| Rushden & Diamonds F. C. (cedido) | Inglaterra | 2008-2009 | 10       | 0     |
| Barnet F. C. (cedido)             | Inglaterra | 2009      | 20       | 3     |
| Barnet F. C. (cedido)             | Inglaterra | 2009-2010 | 28       | 2     |
| Bristol City F. C.                | Inglaterra | 2011-2012 | 25       | 1     |
| Crystal Palace F. C.              | Inglaterra | 2012-2016 | 143      | 13    |
| Everton F. C.                     | Inglaterra | 2016-2021 | 32       | 2     |
| Aston Villa F. C. (cedido)        | Inglaterra | 2018-2019 | 21       | 2     |
| R. S. C. Anderlecht (cedido)      | Bélgica    | 2019      | 17       | 6     |
| Sporting C. P. (cedido)           | Portugal   | 2019-2020 | 25       | 2     |
| Middlesbrough F. C. (cedido)      | Inglaterra | 2021      | 15       | 3     |
| Çaykur Rizespor                   | Turquía    | 2021-2023 | 55       | 20    |
| Swansea City A. F. C.             | Gales      | 2023-2024 | 11       | 0     |
| Criciúma E. C.                    | Brasil     | 2024      | 36       | 8     |
| Cruzeiro E. C.                    | Brasil     | 2025-     |          |       |

### Selección
(Actualizada el 25 de marzo de 2022)
| Club                            | País                            | Año           | PJ | G |
| ------------------------------- | ------------------------------- | ------------- | -- | - |
| República Democrática del Congo | República Democrática del Congo | 2013-presente | 50 | 9 |